# Ozeanien-Meisterschaften im Straßenradsport 2022
Die Ozeanien-Meisterschaften im Straßenradsport 2022 wurden am 9. und 10. April durch den Ozeanischen Radsportverband OCC im australischen Brisbane ausgetragen. Es waren die ersten solchen Veranstaltungen seit drei Jahren, nachdem sie 2020 und 2021 im Zuge der Corona-Pandemie ausgefallen waren.
Die Wettkämpfe waren in die allgemeinen Ozeanischen Radsportmeisterschaften eingebettet, die so gebündelt zum ersten Mal stattfanden und neben Straßenradsport auch die Disziplinen Bahn, Mountainbike, BMX-Rennsport, BMX-Freestyle und Paracycling umfassten. Als Begleitprogramm fand in Brisbane von Mitte März bis Mitte April das Brisbane Cycling Festival statt.

## Beteiligung
Gemeldet waren ca. 270 Athleten über alle Kategorien, fast alle aus Australien und Neuseeland. Von den übrigen Mitgliedsverbänden des OCC waren drei Athleten aus Neukaledonien sowie einer aus Guam gemeldet, dazu eine Fahrerin aus Singapur, obwohl letzteres nicht zum OCC gehört. Etliche der besten Fahrer aus Australien und Neuseeland waren zeitgleich für ihre Profiteams bei Rennen der UCI WorldTour und UCI Women’s WorldTour in Europa engagiert und konnten daher nicht teilnehmen.

## Ablauf
Start und Ziel der Einzelzeitfahren war in Rosewood in der Nähe von Brisbane. Die vier Straßenrennen wurden alle nahezu zeitgleich an den Brisbane Showgrounds in der Nähe der Innenstadt gestartet und endeten auch dort, wobei die Elite und U23 gemeinsame Rennen bestritten. Der Parcours führte durch das Stadtgebiet von Brisbane und beinhaltete, je nach Fahrerkategorie, eine oder mehrere Schleifen auf Mount Coot-tha mit je etwa 250 m Steigung. Die Straßenrennen gehörten gleichzeitig zur australischen National Road Series, die sich über die ganze Saison hinzog, weswegen es unterwegs mehrere Sprint- und Bergwertungen gab, die aber nicht für die Meisterschafts-Wertung von Belang waren.
- 9. April: Einzelzeitfahren aller Kategorien
- 10. April: Straßenrennen aller Kategorien

## Ergebnisse

### Männer

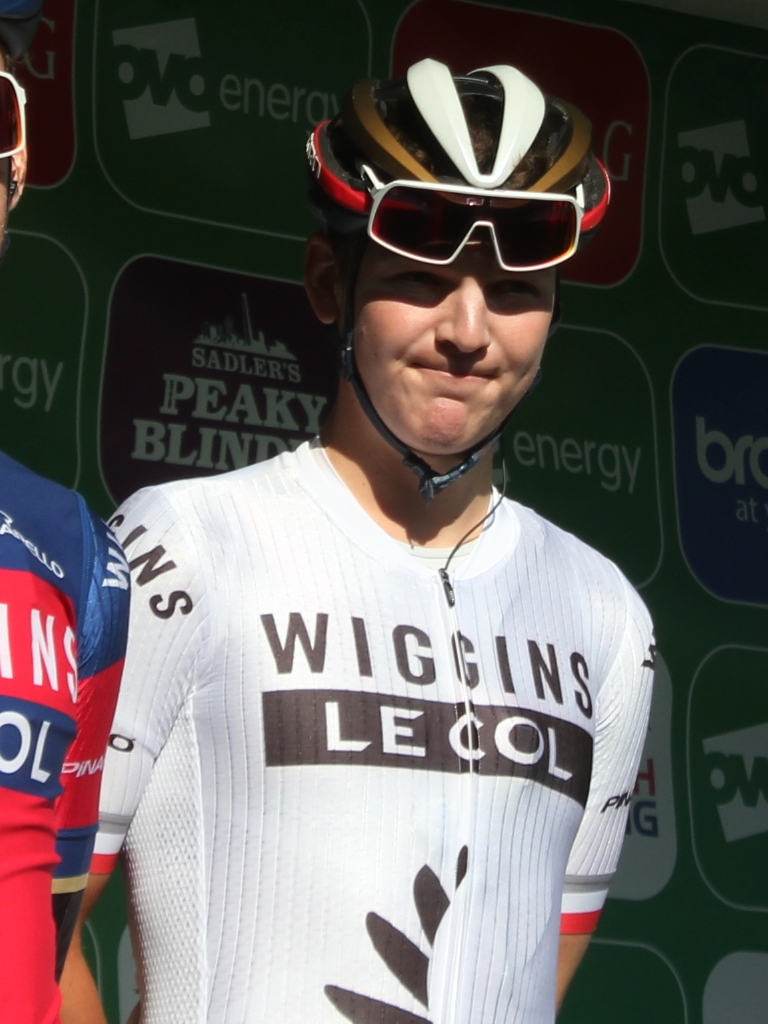
James Fouché

Straßenrennen: 123,5 km mit drei Sprintwertungen und drei Bergwertungen. Fahrer der Kategorien Elite und U23 bestritten das Rennen gemeinsam, wurden aber getrennt gewertet. Unter den insgesamt 126 Fahrer waren je ein Teilnehmer aus Neukaledonien und aus Guam, die übrigen waren aus Australien und Neuseeland. Eine neunköpfige Ausreißergruppe wurde kurz nach der letzten Bergwertung vom Peloton gestellt. In der kurvigen Zielanfahrt konnten James Fouché (Elite) und Brady Gilmore (U23) sich von den übrigen Fahrern absetzen. Da sie nicht in Konkurrenz zueinander standen, arbeiteten sie zusammen und gewannen jeweils die Titel in ihrer Kategorie.
| Rang | Teilnehmer    | Zeit       |
| ---- | ------------- | ---------- |
| 1    | James Fouché  | 2:53:09 h  |
| 2    | Thomas Sexton | + 0:02 min |
| 3    | Zack Gilmore  | gl. Zeit   |

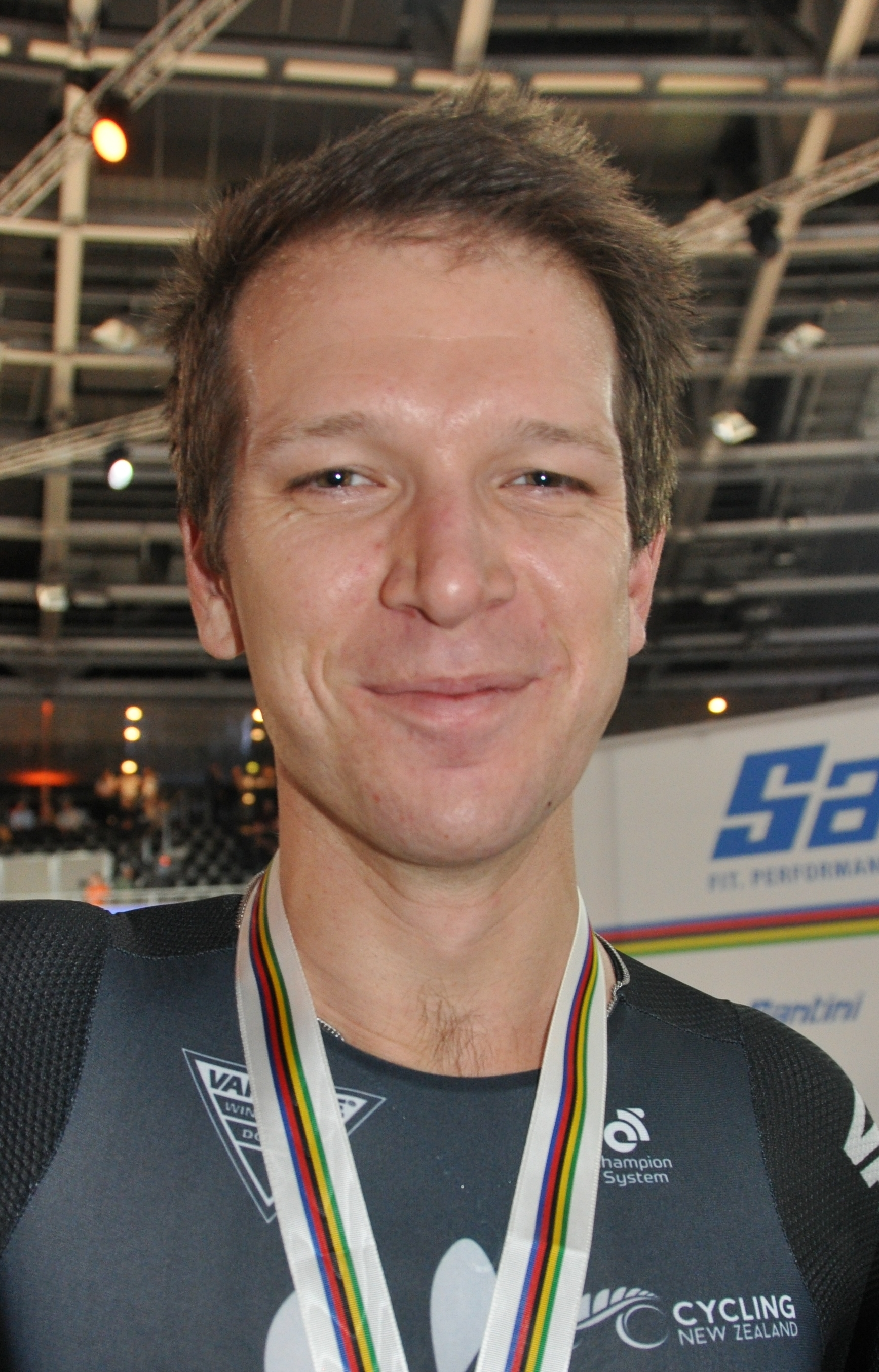
Aaron Gate

Einzelzeitfahren: 39,6 km mit 14 Startern; acht der gemeldeten Fahrer traten nicht an.
| Rang | Teilnehmer       | Zeit       |
| ---- | ---------------- | ---------- |
| 1    | Aaron Gate       | 40:41 min  |
| 2    | Thomas Sexton    | + 1:32 min |
| 3    | Michael Freiberg | + 1:41 min |

### Frauen
Straßenrennen: 89,1 km mit zwei Sprintwertungen und zwei Bergwertungen. Nach der zweiten Befahrung von Mount Coot-tha waren sechs Fahrerinnen übrig, die gut zusammenarbeiten und den Sieg im Sprint ausfochten. Die einzige Starterin, die nicht aus Australien oder Neuseeland kam, war Sandra Gayral aus Neukaledonien. Am Start waren insgesamt 55 Fahrerinnen, davon 35 aus der Kategorie Elite.
| Rang | Teilnehmerin          | Zeit      |
| ---- | --------------------- | --------- |
| 1    | Josie Talbot          | 2:32:27 h |
| 2    | Danielle De Francesco | gl. Zeit  |
| 3    | Amber Pate            | gl. Zeit  |

Einzelzeitfahren: 24,9 km mit 11 Fahrerinnen, weitere vier traten nicht an. Die einzige nicht-australische Teilnehmerin war Yiwei Luo aus Singapur.
| Rang | Teilnehmerin | Zeit       |
| ---- | ------------ | ---------- |
| 1    | Georgie Howe | 32:49 min  |
| 2    | Amber Pate   | + 1:16 min |
| 3    | Anna Davis   | + 1:59 min |

### Männer U23
Straßenrennen: Die U23 fuhren im Rennen der Elite mit. Brady Gilmore kam zusammen mit dem Elite-Sieger James Fouché ins Ziel. Die beiden sprinteten aber nicht gegeneinander, da ihre Kategorien ohnehin getrennt gewertet wurden.
| Rang | Teilnehmer     | Zeit       |
| ---- | -------------- | ---------- |
| 1    | Brady Gilmore  | 2:53:09 h  |
| 2    | Dylan George   | + 0:02 min |
| 3    | Matthew Dinham | gl. Zeit   |

Einzelzeitfahren: Die Strecke war dieselbe wie für die Elite. 16 Fahrer kamen ins Ziel, einer gab auf, vier traten nicht an.
| Rang | Teilnehmer      | Zeit       |
| ---- | --------------- | ---------- |
| 1    | Logan Currie    | 42:59 min  |
| 2    | Dylan George    | + 0:47 min |
| 3    | Keegan Hornblow | + 0:52 min |

### Frauen U23
Straßenrennen: Die U23 fuhren im Straßenrennen der Elite mit, wurden aber getrennt gewertet. Ella Wyllie kam als einzige U23-Fahrerin mit der Spitzengruppe ins Ziel und gewann somit diese Wertung.
| Rang | Teilnehmerin   | Zeit      |
| ---- | -------------- | --------- |
| 1    | Ella Wyllie    | 2:32:27 h |
| 2    | Anya Louw      | +1:33     |
| 3    | Annamarie Lipp | gl. Zeit  |

Einzelzeitfahren: 10 Fahrerinnen, zwei traten nicht an. Die Zeit der Erstplatzierten hätte für den dritten Rang bei der Frauen-Elite gereicht, die zur selben Zeit denselben Parcours fuhren.
| Rang | Teilnehmerin   | Zeit       |
| ---- | -------------- | ---------- |
| 1    | Anya Louw      | 34:40 min  |
| 2    | Kim Cadzow     | + 0:14 min |
| 3    | Alyssa Polites | + 0:42 min |

### Junioren
Straßenrennen: 89,1 km mit zwei Sprintwertungen und zwei Bergwertungen. Von den 47 Startern kam ein Teilnehmer aus Neukaledonien, die übrigen aus Australien und Neuseeland.
| Rang | Teilnehmer        | Zeit       |
| ---- | ----------------- | ---------- |
| 1    | Oscar Chamberlain | 2:14:52 h  |
| 2    | Cameron Rogers    | gl. Zeit   |
| 3    | Toby Evans        | + 0:13 min |

Einzelzeitfahren: 24,9 km; 23 Fahrer kamen in die Wertung, eine Aufgabe, fünf Fahrer traten nicht an.
| Rang | Teilnehmer        | Zeit       |
| ---- | ----------------- | ---------- |
| 1    | William Eaves     | 32:05 min  |
| 2    | Tyler Tomkinson   | + 0:01 min |
| 3    | Oscar Chamberlain | + 0:06 min |

### Juniorinnen
Straßenrennen: 76,1 km mit zwei Sprintwertungen und einer Bergwertung. Das Rennen wurde von 22 Fahrerinnen bestritten, von denen 21 ins Ziel kamen. Eine Gruppe aus vier Fahrerinnen setzte sich frühzeitig ab und kam zusammen ins Ziel, Talia Appleton ging als Vierte leer aus.
| Rang | Teilnehmerin       | Zeit      |
| ---- | ------------------ | --------- |
| 1    | Belinda Bailey     | 2:09:21 h |
| 2    | Bronte Stewart     | gl. Zeit  |
| 3    | Mackenzie Coupland | gl. Zeit  |

Einzelzeitfahren: 16,4 km; 16 Fahrerinnen in der Wertung, zwei Aufgaben, zwei Fahrerinnen traten nicht an.
| Rang | Teilnehmerin    | Zeit       |
| ---- | --------------- | ---------- |
| 1    | Isabelle Carnes | 23:11 min  |
| 2    | Sophie Marr     | + 0:08 min |
| 3    | Bronte Stewart  | + 0:33 min |

## Medaillenspiegel
| Rang   | Land       | Gold | Silber | Bronze | Gesamt |
| ------ | ---------- | ---- | ------ | ------ | ------ |
| 1      | Australien | 8    | 9      | 9      | 26     |
| 2      | Neuseeland | 4    | 3      | 3      | 10     |
| Gesamt | Gesamt     | 12   | 12     | 12     | 36     |